# 1996-os Australian Open
Az 1996-os Australian Open az év első Grand Slam-tornája, az Australian Open 84. kiadása volt. január 15. és január 28. között rendezték meg Melbourne-ben. A férfiaknál a német Boris Becker, nőknél az amerikai Szeles Mónika nyert.

## Döntők

### Férfi egyes
Boris Becker -  Michael Chang, 6-2, 6-4, 2-6, 6-2

### Női egyes
Szeles Mónika -  Anke Huber, 6-4, 6-1

### Férfi páros
Stefan Edberg /  Petr Korda -  Sebastien Lareau /  Alex O'Brien, 7-5, 7-5, 4-6, 6-1

### Női páros
Chanda Rubin /  Arantxa Sánchez Vicario -  Lindsay Davenport /  Mary Joe Fernández, 7-5, 2-6, 6-4

### Vegyes páros
Larisa Neiland /  Mark Woodforde -  Luke Jensen /  Nicole Arendt, 4-6, 7-5, 6-0

## Juniorok

### Fiú egyéni
Björn Rehnquist –  Mathias Hellstrom 2–6, 6–2, 7–5

### Lány egyéni
Magdalena Grzybowska –  Nathalie Dechy 6–1, 4–6, 6–1

### Fiú páros
Daniele Bracciali /  Jocelyn Robichaud –  Bob Bryan /  Mike Bryan 3–6, 6–3, 6–3

### Lány páros
Michaela Paštiková /  Jitka Schönfeldová –  Volha Barabanscsikava /  Mirjana Lučić 6–1, 6–3